# Лухан, Каролина
Каролина Лухан (исп. Carolina Luján; род. 13 мая 1985, Буэнос-Айрес) — аргентинская шахматистка, гроссмейстер среди женщин (2005), международный мастер среди мужчин (2007).

## Биография
Три раза побеждала на Панамериканских чемпионатах по шахматам среди девушек: в 1995 году в возрастной группе U10, в 1996 году в возрастной группе U12 и в 1997 году в возрастной группе U12. Пятикратная победительница чемпионатов Аргентины по шахматам среди женщин (2000, 2001, 2004, 2006, 2015). Двукратная победительница чемпионатов стран Америки по шахматам среди женщин (2010, 2014). Лауреат многочисленных международных шахматных турниров, в том числе побеждала на турнирах гроссмейстеров среди женщин в Риеке в 2008 году и в Граце в 2010 году. В ноябре 2021 года в Риге она заняла 45-е место на турнире «Большая женская швейцарка ФИДЕ».
Участвовала в женских чемпионатах мира по шахматам:
- В 2004 году в Элисте в первом туре проиграла Екатерине Ковалевской[12];
- В 2006 году в Екатеринбурге в первом туре победила Елену Дембо, а во втором туре проиграла Алисе Галлямовой[13];
- В 2012 году в Ханты-Мансийске в первом туре проиграла Анне Затонских[14];
- В 2015 году в Сочи в первом туре снова проиграла Алисе Галлямовой[15].

Представляла Аргентину на восьми шахматных олимпиадах (2002—2016).